# Жордан Барделла
Жордан Барделла (фр. Jordan Bardella; нар. 13 вересня 1995) — французький політик, депутат Європейського парламенту з 2 липня 2019 року, голова партії Національний Фронт з 13 вересня 2023 року.

## Біографія
Народився 13 вересня 1995 року, Дрансі, Франція. Мама має італійське коріння з Турину, в тата коріння з Алжиру. Здобув ступінь бакалавра економічних наук в Сан-Дені.
В 16 років вступив в Національний Фронт, очолив партію в районі Сан-Дені. В березні 2018 році очолив молодіжне крило партії.

### Політична кар'єра
з 2 липня 2019 року став депутатом Європейського парламенту. 13 вересня 2023 очолив партію Національний фронт.

### Політичні погляди
На його думку, найбільшою загрозою для його покоління є міграційна криза та боротьба з каральною екологією.
Противник одностатевих шлюбів, прихильник громадських союзів. Виступає проти продовження витрат коштів на біженців, які знаходяться в Франції.

## Особисте життя
Зустрічається з Нолвенн Олівьє, племінницею Марін Ле Пен.